# Hulda Regehr Clark
Hulda Regehr Clark (Nascida em 18 de outubro de 1928 em Rosthern, Saskatchewan e faleceu em 3 de setembro de 2009 em Chula Vista, Califórnia)  foi uma cientista com diversas divulgações e inovações em biofísica, entre suas publicações destacam-se como tendo relevância na comunidade científica apenas 3 publicações, sendo duas publicações Biophysical Journal e uma publicação em 1971 na prestigiada revista Nature. Depois destas poucas publicações científicas, ela se destacou mais como uma pesquisadora independente passando a atuar como uma naturopata da medicina alternativa de técnicas, muitas delas, rejeitadas por consensos científicos. Ela foi autora e praticante de medicina alternativa sendo muito citada na internet pelo sistema de limpeza do fígado, e deu contribuições publicando junto com autores citados até hoje sobre potencial de ação, polarização e despolarização de membrana celular nervosa, muscular e do pâncreas, porém foi rejeitada pela comunidade científica pelos seus  exageros como cogitar que todas as doenças humanas estivessem relacionadas à infecção parasitária, ou a afirmação sensacional de ser capaz de tratar todas as doenças, incluindo câncer e HIV / AIDS, por meio de cargas específicas de potencial distintos de membrana, "eletrocutando-as em específicas microcorrentes" por meio de ressonância elétrica usando aparelhos que ela comercializava, de emissão microeletrônicas específicas de membranas de diferentes células. Clark escreveu vários livros descrevendo seus métodos e clínicas operadas nos Estados Unidos. Após uma série de ações judiciais e eventual ação da Federal Trade Commission, ela se mudou para Tijuana, no México, onde dirigia a clínica Century Nutrition.
Algumas de suas alegações e dispositivos de Clark foram  criticadas em publicações científicas e foram rejeitados por autoridades da Comissão Federal de Comércio dos Estados Unidos e o FDA  (Food and Drug Administration) e figuras da CAM, como o Dr. Andrew Weil, como cientificamente infundadas e potencialmente sem confirmação. Clark morreu aos 80 anos em 3 de setembro de 2009 de câncer no sangue e nos ossos.

Hulda Clark em 1971 havia começado seus estudos sobre permeabilidade da membrana celular e conseguiu até identificar pequenas e tímidas inicializações de pesquisa nesta área, mas foi construindo hipóteses atrás de hipóteses sem a verificação e revisão de pares, partindo então para o quadro de "descoberta de um homem só", porém podemos perceber que em seu inicio, suas publicações refletiam maior humildade até para com pequenas afirmações como lemos em seu resumo publicado na Nature: 
"Tem havido muito interesse em identificar e caracterizar os elementos proteicos nas membranas celulares que parecem estar envolvidos na regulação da permeabilidade iônica da membrana 1-3. Agora temos mais evidências de que as proteínas ligadas à membrana em axônios nervosos estão envolvidas na regulação da permeabilidade iônica. Foi descoberto pela primeira vez que o tratamento externo de axônios nervosos isolados do lagostim com as enzimas proteolíticas papaína, tripsina e quimiotripsina (dados não publicados) afetou consideravelmente os axônios, permeabilidade de repouso ao potássio, sódio e cloreto, embora tendo efeitos mínimos no potencial de ação. Também foi verificado que a aplicação externa de 1-fluoro 2,4-dinitrobenzeno (que reage com grupos reativos de proteínas) reduziu consideravelmente a permeabilidade ao cloreto, sem reduzir o potencial de membrana em repouso ou o potencial de ação."

## Antecedentes
Clark começou seus estudos em biologia na Universidade de Saskatchewan, Canadá, onde recebeu os títulos de bacharel e mestre em artes. Após dois anos de estudos na Universidade McGill, ela frequentou a Universidade de Minnesota estudando biofísica e fisiologia celular. Ela recebeu seu doutorado em 1958 pela Universidade de Minnesota e em seu próprio esboço biográfico afirma que sua graduação foi em fisiologia, mas o registro de doutorado da escola de pós-graduação, nos diplomas conferidos pela Universidade de Minnesota, de julho de 1956 a junho de 1966, afirmam que ela recebeu um Ph.D. em zoologia em 1958 e sua tese foi intitulada: Um estudo do equilíbrio iônico do músculo do lagostim : evidências de dois compartimentos de potássio celular.
Em 1979, Clark deixou a pesquisa financiada pelo governo e começou a consultoria privada e sua própria pesquisa. De 2002 até sua morte, ela administrou a  clínica de saúde "Century Nutrition" em Tijuana, México; onde seu foco era principalmente atender pacientes com câncer em estágio avançado. Clark e seu filho Geoff possuíam negócios diversos para atender seus pacientes e outros admiradores, incluindo um restaurante, sua editora independente e uma loja de "autossuficiência" ou "auto-cura"  que vendia suas invenções. Seu filho continua a operar a loja de auto-saúde. Ela publicou vários livros, incluindo The Cure of All Cancer, The Cure for HIV / AIDS e The Cure For All Diseases. De acordo com os registros do tribunal civil, seus livros geraram mais de US $ 7 milhões em vendas em 2002, embora Clark contestasse esse número.
Ela tinha um diploma do tipo "cursos livres" (sem aval do MEC ou órgão de educação governamental) em naturopatia do extinto Clayton College of Natural Health</ref> uma escola sem o credenciamento de qualquer agência de credenciamento reconhecida pelo Departamento de Educação dos Estados Unidos.

## Reivindicações de tratamento
De acordo com Clark, todas as doenças tem relação com desequilíbrio populacional de organismos estranhos e poluentes que danificam o sistema imunológico. Ela afirmou que controlar esses organismos do corpo por meio de ervas ou elétricos e, ao mesmo tempo, remover os poluentes da dieta, evitaria e melhoraria o quadro de saúde de todas as doenças.
Em seu livro The Cure For All Cancers, Clark postulou que todos os cânceres e muitas outras doenças são causados pelo flatworm Fasciolopsis buski. "O adulto [verme], entretanto, permanece firmemente preso ao nosso intestino ou fígado, causando câncer, ou útero, causando endometriose, ou timo, causando AIDS, ou rim, causando doença de Hodgkin)." "Eu descobri que câncer, HIV, diabetes, endometriose, doença de Hodgkin, doença de Alzheimer, lúpus, esclerose múltipla e" síndrome de alergia universal "são exemplos de doença de sorte. No entanto, esse verme não vive nos Estados Unidos ou na Europa, mas principalmente na Índia, partes da China, Vietnã e outros países do leste asiático, e apenas em áreas rurais onde as pessoas comem alimentos não cozidos de plantas aquáticas ou onde vivem porcos criados perto de humanos. De acordo com Clark, a depressão multifatorial também tinha relação com o microbioma e vermes. Epilepsia e convulsões são causadas por inchaço no cérebro, atraindo cálcio e metais pesados. O inchaço é causado por parasitas do gênero Ascaris, bem como por malvin, um corante natural encontrado em morangos, galinhas e ovos.
Clark afirmou que ela poderia assim tratar quase todas as doenças, enquanto, que os tratamentos convencionais para doenças, como câncer e HIV / AIDS, muitas vezes são muito agressivos e as vezes visam apenas aliviar os sintomas. Ela foi descrita no livro Denying AIDS como "talvez a primeira curandeira charlatã da AIDS". Apesar disso, o site de David Amrein contém uma ponderação que busca isentar a responsabilidade, ou não criar muitos atritos com a classe médica, declarando que seus tratamentos "não são prescritos como tratamento para condições médicas ou psicológicas" e "... os tratamentos descritos neste documento não se destinam a substituir ou substituir outras formas de tratamento médico convencional." No entanto, Clark defendeu o uso de seus métodos como um substituto para o atendimento médico padrão:
Com relação à eficácia de seu tratamento, Clark escreveu: "O método é 100% eficaz para impedir  o câncer  de crescer [usando moduladores de inflamação que precedem o crescimento], independentemente do tipo de câncer ou de quão terminal ele possa ser. Conclui-se que esse método deve funcionar para você, se for capaz de seguir as instruções. "

## Temas principais em seus livros
- Dieta Detox de Limpeza : Clark disse que tais protocolos de limpeza são necessários devido a maioria dos alimentos e suplementos estarem  contaminados com metais pesados e micotoxinas
- Homeografia : De acordo com Clark, uma "nova ciência ... que é o análogo eletrônico de parte da  antiga e complexa homeopatia ." Ela disse que a assinatura eletrônica de uma substância pode ser transferida para garrafas, fazendo uma "cópia da garrafa" da substância original e que isso pode ser feito indefinidamente.
- Rubor de fígado : Ela defendeu o uso de um "limpeza de fígado". Ela disse que remove cálculos biliares e parasitas do fígado e dos dutos biliares . Isso envolve jejum, laxantes de sal epsom e uma mistura de azeite de oliva e suco de toranja (o último sendo conhecido por interagir com muitos medicamentos prescritos).
- Parasitas : Clark disse que as pessoas têm parasitas que causam vários problemas. Ela descreveu métodos fitoterápicos e eletrônicos para removê-los, ou controlar sua população, com seu dispositivo Zapper (veja abaixo).
- Sincrômetro : Um dispositivo de "bioressonância" desenvolvido por Clark e afirmava detectar contaminantes em substâncias com uma precisão de uma parte por quatrilhão (ppq).
- Zapper : Um dispositivo para pulsar corrente contínua (CC) de baixa tensão através do corpo em frequências específicas. Clark disse que este dispositivo mata vírus, bactérias e parasitas. Em um caso, uma paciente com marca-passo cardíaco sofreu arritmias como efeito colateral de seu "Zapper".[29]

## Operação Sting, vôo, prisão e questões legais

### Indiana
Em 1993, enquanto Clark vivia e praticava em Indiana, um ex-paciente queixou-se ao procurador-geral de Indiana. Um investigador do Departamento de Saúde de Indiana e um procurador-geral adjunto visitaram seu escritório incógnitos, como parte de uma operação policial. Clark começou a atender o investigador e "disse-lhe que tinha o vírus HIV [sic] , mas disse que não tinha câncer. " Ela disse ao investigador que poderia curar o HIV dele em três minutos, mas que ele iria "recuperá-lo" a menos que se comprometesse a voltar para mais seis consultas. Ela então pediu exames de sangue em um laboratório.
De forma inesperada para os investigadores, Clark soube do status dos investigadores disfarçados. Ela então declarou que tudo o que havia dito a eles havia sido um "erro". Dois dias depois, antes que um mandado de prisão pudesse ser entregue, ela desocupou o local e desapareceu.
Seis anos depois, em setembro de 1999, Clark foi localizada e presa em San Diego, Califórnia, com base em um mandado de fuga de Indiana. De acordo com Clark, esta foi a primeira vez que ela soube da acusação. Seu advogado protestou contra a longa demora antes de sua prisão, mas um promotor deu a entender que ela fugiu de Indiana "quando soube que estava sendo investigada pelo estado", e o departamento de polícia local tinha recursos limitados para se dedicar a encontrá-la. Ela foi devolvida a Indiana para ser julgada, onde foi acusada de praticar medicina sem licença. A acusação foi posteriormente indeferida por não fornecer a ela um julgamento rápido. O veredicto do juiz não abordou o mérito das acusações, mas apenas a questão sobre se o atraso havia beneficiado  a capacidade de Clark de montar uma defesa e seu direito a um julgamento rápido.

### México
Em fevereiro de 2001, as autoridades mexicanas inspecionaram a clínica Century Nutrition de Clark e ordenaram seu fechamento, pois a clínica nunca havia se registrado e funcionava sem licença. Em junho de 2001, as autoridades mexicanas anunciaram que a clínica teria permissão para reabrir, mas foi proibida de oferecer tratamentos "alternativos". A clínica também foi multada em 160.000 pesos (cerca de US $ 18.000) e Clark foi impedida de trabalhar no México, até mesmo como consultora; no entanto, o San Diego Union-Tribune relatou em 2003,  que havia evidências de que Clark continuava a trabalhar na clínica.

### Ação da Comissão Federal de Comércio e  Consumo de Drogas e Alimentos (FTC)
A Federal Trade Commission apresentou uma queixa contra a Fundação de Pesquisa do Dr. Clark por causa das alegações da fundação sobre a eficácia do Sincrômetro, do Super-Zapper Deluxe e do "Novo Programa de 21 Dias do Dr. Clark para Câncer Avançado". Em novembro de 2004, o caso chegou a um julgamento estipulado, no qual o juiz do caso ordenou que os operadores da fundação oferecessem reembolso aos compradores desses dispositivos e se abstivessem de fazer uma série de reclamações sobre esses dispositivos. O diretor de fiscalização do FDA (Food and Drug Administration) afirmou que os dispositivos de Clark parecem ser "fraudulentos".

## Avaliação de reclamações e críticas
Hulda Clark foi criticada porque suas afirmações carecem de validade científica e consistem em evidências anedóticas. Joseph Pizzorno, um médico naturopata proeminente, avaliou as alegações de Clark e descobriu que seus livros misturavam pacientes com câncer diagnosticado convencionalmente com aqueles cujo diagnóstico de câncer era baseado exclusivamente em seu uso do "Sincrômetro". Os pacientes com câncer diagnosticado clinicamente não responderam ao tratamento de Clark, enquanto aqueles que ela diagnosticou usando o "Sincrômetro" foram "curados". Pizzorno concluiu que os tratamentos de Clark eram ineficazes e os tratamentos baseados nas recomendações de Clark "representam um perigo substancial para a saúde pública".
O Grupo de Estudo Suíço para Métodos Complementares e Alternativos em Câncer (SCAC) emitiu um forte alerta aos pacientes com câncer, considerando os métodos de Clark: "Não há base científica para as hipóteses e recomendações de Hulda Clark, incluindo seus tratamentos sugeridos. O parasita Fasciolopsis buskii existe de fato, mas apenas em países asiáticos, de modo que uma infecção em nosso país está descartada. Conseqüentemente, esse parasita não é considerado como causa dos numerosos casos de câncer nos países ocidentais; no máximo, pode ser uma das várias causas de câncer de fígado (e apenas para esse tipo de câncer) nos países asiáticos. Como um todo, a tese de Clark não pode ser compreendida, nem provada. Em casos individuais, seu conselho pode ser muito extenso e caro. Portanto, se os pacientes não aplicarem seu método de maneira consistente e sua doença continuar a progredir, eles correm o risco de tentar se culpar por isso, ao invés do tratamento de Clark, que é ineficaz, como visto atualmente."